# 田鶴浜弘

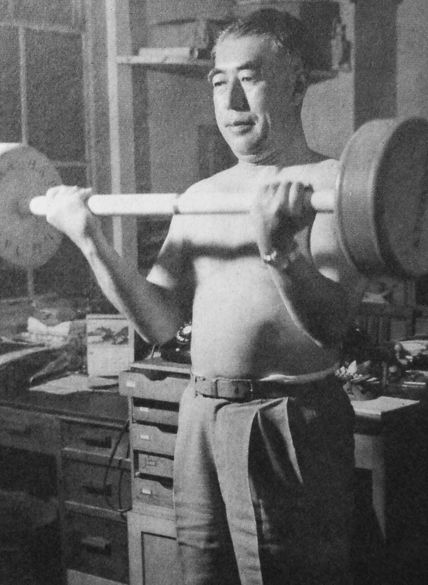
1955年

田鶴浜 弘（たづはま ひろし、1905年8月29日 - 1991年8月15日）は、日本のスポーツライター、プロレス評論家。
日本ボディビル協会の副会長も務めた。

## 来歴・人物
早稲田大学卒業。報知新聞記者を皮切りにスポーツ記者として広く活躍し、とりわけプロレスでは「プロレス評論家の草分け的存在」と称される。日本初のプロレス専門誌『月刊プロレス』の創刊にも携わった。
1972年の全日本プロレス創立から1985年頃まで、日本テレビの『全日本プロレス中継』で解説者を務める。なおメインの解説者は田鶴浜より28歳若い山田隆で、田鶴浜は二番手のポジションだった。1975年に全日本で行われたオープン選手権では準備委員会の委員を務めた。
子供向け入門書を含め著書を多く発表している。
弟子に流智美がおり、流によると「そのレスラーの前に出た時、見せられないような物は書いてはいけない」と教えを受けたという。
漫画『キン肉マン』に登場する解説者のタザハマヒロシは田鶴浜がモデルである。墓所は多磨霊園。

## 書籍

### 著書
- 世界の選手たち （1949年）
- プロレス血風録 ―世界を制覇する怒濤の男たち（1968年）
- 世界プロレス・シリーズ全5巻
  - 〈第1巻〉不滅の王者/力道山・テーズ　血闘と友情の記録
  - 〈第2巻〉ファンズ・ブック　プロレス百科
  - 〈第3巻〉近代プロレスの夜明け　凄絶！！ゴッチとハックの死闘
  - 〈第4巻〉プロレス黄金時代の栄光と暗黒
  - 〈第5巻〉プロレス・ニッポン 世界をゆく
- 格闘技スーパー・スター（1980年）
- プロレス大研究』（1981年、講談社）
- プロレス総覧
- プロレス・オール強豪名鑑 日本編（1986年）

### 監修
- あなたの”健康と美”をつくるウエイト・トレーニング（1969年、川口ボディビルセンター）